# MY FIRST STORY (アルバム)
『MY FIRST STORY』（マイ・ファースト・ストーリー）は、日本のロックバンド・MY FIRST STORYが2012年4月4日にINTACT RECORDSから発売した1枚目のオリジナルアルバムである。

## 内容
ストリートブランド「Subciety」が創設した音楽レーベル「INTACT RECORDS」の第1弾アーティストとして、結成から僅か半年で発売された初のフルアルバムで、バンド名をタイトルに冠している。

## 収録曲
1. Institution
作詞・作曲・編曲：MY FIRST STORY
2. Bullet radio
作詞・作曲・編曲：MY FIRST STORY
3. Second Limit
作詞・作曲・編曲：MY FIRST STORY
4. Warning
作詞・作曲・編曲：MY FIRST STORY
5. Awake
作詞・作曲・編曲：MY FIRST STORY
6. Still
作詞・作曲・編曲：MY FIRST STORY
7. Calling you
作詞・作曲・編曲：MY FIRST STORY
8. Take it Back !!
作詞・作曲・編曲：MY FIRST STORY

## 参加ミュージシャン
- MY FIRST STORY
  - Nob：Bass
  - Sho：Guitar
  - Hiro：Vocal
  - Teru：Guitar
  - Masack：Drums